# Rozières-sur-Mouzon
Rozières-sur-Mouzon és un municipi francès, situat al departament dels Vosges i a la regió del Gran Est. L'any 2007 tenia 89 habitants.

## Demografia

### Població
El 2007 la població de fet de Rozières-sur-Mouzon era de 89 persones. Hi havia 41 famílies, de les quals 12 eren unipersonals (4 homes vivint sols i 8 dones vivint soles), 21 parelles sense fills i 8 parelles amb fills.
La població ha evolucionat segons el següent gràfic:
Habitants censats

### Habitatges
El 2007 hi havia 70 habitatges, 43 eren l'habitatge principal de la família, 18 eren segones residències i 10 estaven desocupats. 69 eren cases i 1 era un apartament. Dels 43 habitatges principals, 37 estaven ocupats pels seus propietaris, 5 estaven llogats i ocupats pels llogaters i 1 estava cedit a títol gratuït; 1 tenia dues cambres, 5 en tenien tres, 18 en tenien quatre i 19 en tenien cinc o més. 23 habitatges disposaven pel capbaix d'una plaça de pàrquing. A 25 habitatges hi havia un automòbil i a 7 n'hi havia dos o més.

## Economia
El 2007 la població en edat de treballar era de 44 persones, 30 eren actives i 14 eren inactives. De les 30 persones actives 20 estaven ocupades (12 homes i 8 dones) i 9 estaven aturades (5 homes i 4 dones). De les 14 persones inactives 9 estaven jubilades i 5 estaven classificades com a «altres inactius».
Activitats econòmiques
Dels 4 establiments que hi havia el 2007, 1 era d'una empresa extractiva, 1 d'una empresa de fabricació d'altres productes industrials, 1 d'una empresa de comerç i reparació d'automòbils i 1 d'una empresa de serveis.
L'any 2000 a Rozières-sur-Mouzon hi havia 7 explotacions agrícoles que ocupaven un total de 327 hectàrees.

## Poblacions més properes
El següent diagrama mostra les poblacions més properes.